# NGC 4251
NGC 4251 è una galassia lenticolare nella costellazione della Chioma di Berenice.
Si individua 2 gradi ad ovest della stella γ Comae Berenices; appare vista di taglio, così che attraverso un telescopio da 150mm di apertura appare come un fuso perfetto, con un notevole rigonfiamento centrale dovuto alla presenza del massiccio nucleo. Le sue dimensioni sono paragonabili a quelle della Galassia del Triangolo, sebbene quest'ultima abbia meno stelle. Dista dalla Via Lattea circa 33 milioni di anni-luce.